# شورش پوگاچف

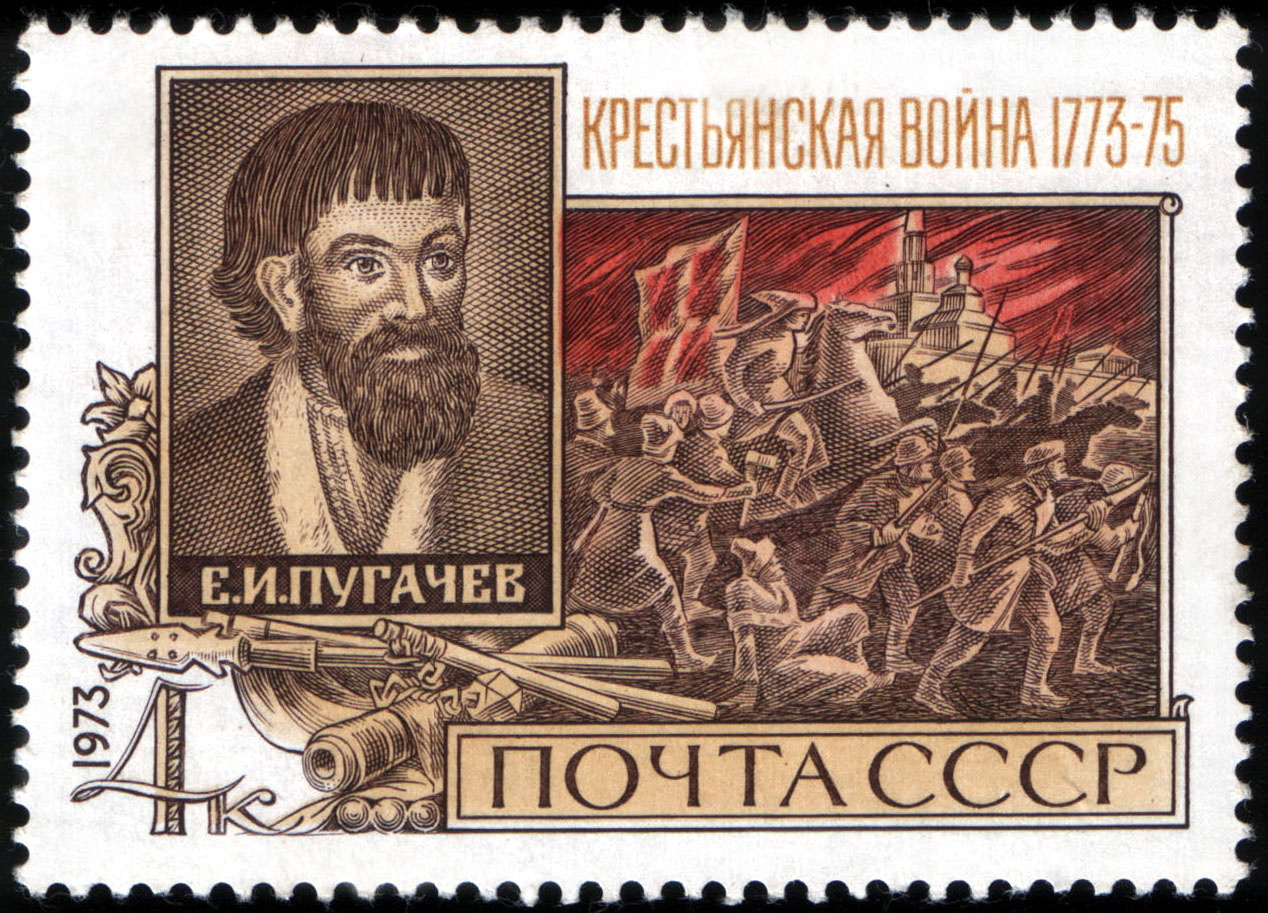
پوگاچف در دوران اتحاد جماهیر شوروی در جایگاه قهرمانی ملی قرار گرفت. در سال ۱۹۷۳ تمبری برای یادبود قیام پوگاچف منتشر شد.

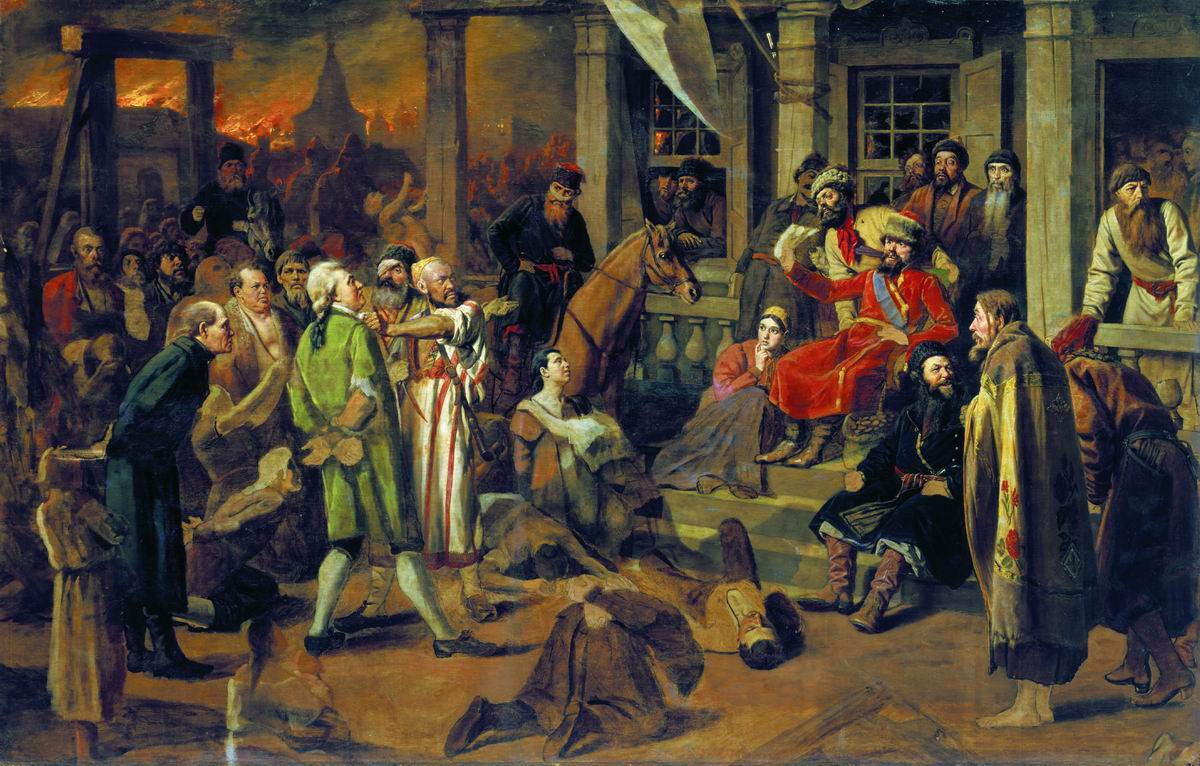
دادگاه پوگاچف اثر واسیلی پروف در سال ۱۸۷۹

شورش پوگاچف خیزشی دهقانی بود که در سال‌های ۱۷۷۳ تا ۱۷۷۵ میلادی در امپراتوری روسیه به وقوع پیوست. این خیزش از سوی کازاکهای یائیک به رهبری یملیان پوگاچف سازمان‌دهی شده بود. پوگاچف در گذشته از افسران ارتش روسیه بود و در چندین جنگ خدمت کرده بود اما در زمان خیزش مدعی شده بود که پتر سوم امپراتور روسیه است که در واقع سال‌ها پیش کشته شده بود. پتر سوم فقط شش ماه در سال ۱۷۶۲ حکومت کرده و پس از ترور او همسرش کاترین دوم به سلطنت رسید.
در دوران وقوع این خیزش روسیه درگیر جنگ با امپراتوری عثمانی بود. به همین جهت بیشتر نیروهای روس در مرز عثمانی تمرکز داشته و این باعث شد تا آن‌ها در ابتدا از سرکوب این خیزش ناتوان باشند. پوگاچف در اوج قدرت خود بر بیشتر مناطق میان رود ولگا و رشته کوه اورال تسلط یافته و قازان پایتخت تاتارستان را نیز تصرف کرد. وی از نارضایتی های سیاسی موجود استفاده کرده و با تشکیل دولتی جایگزین در منطقه تحت تسلط خود به انجام اصلاحات سیاسی و اقتصادی از جمله لغو نظام ارباب و رعیتی در روسیه معروف به سرواژ، لغو خدمت اجباری سربازی، و مالیات‌گیری پرداخت. کازاکهای یائیک، دهقانان ناراضی، اقلیت‌های قومی مانند باشقیرها و افراد مذهبی که به دخالت دولت در امور کلیسا معترض بودند، نیروهای پوگاچف را تشکیل می‌دادند. نقطه ضعف سپاه پوگاچف نداشتن فرماندهان باتجربه در امور نظامی و انضباط جنگی بود. آنها در اواخر سال ۱۷۷۴ چندین شکست پیاپی را متحمل شده و پوگاچف با خیانت یاران خودش دستگیر شد. وی به مسکو انتقال یافته و به شکل وحشیانه‌ای اعدام شد.
ماجرای این شورش که بزرگترین خیزش دهقانی تاریخ روسیه توصیف شده در آثار متعددی از جمله دختر سروان اثر الکساندر پوشکین نویسنده رمانتیک روس روایت شده است.